# 鏡心流

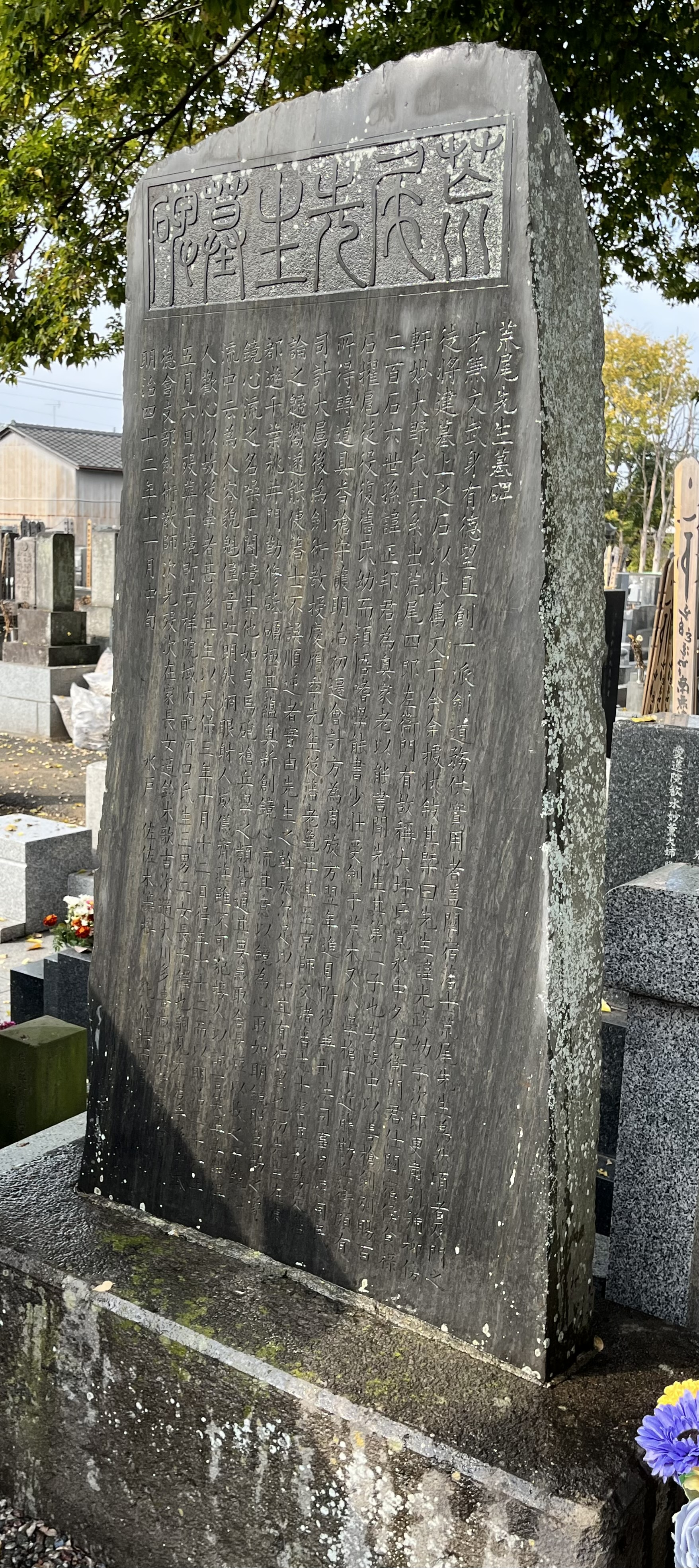
菩提寺である吉祥院（新吉町）にある鏡心流有志による水戸佐々木撰、北条時雨による書。荒尾光政の「碑」

鏡心流（きょうしんりゅう）は、千葉の北辰一刀流、桃井春蔵の鏡心明智流、宝蔵院高田流槍術等の諸藩武術流派をそれぞれの免許皆伝を得た幕末の剣豪、関宿藩士・
荒尾光政（荒尾粛、次郎光政）

が創始した剣術の流派。抜刀術等も伝えていた。幕末の混乱期を背景にあみだされた、実戦本位の剣術。
創始者の荒尾光政は、関宿藩士である父、大坪正邦の次男として天保3年（1832）10月12日に生まれる。後に祖父の姓「荒尾」を継ぐ。関宿藩の藩校教倫館で同藩心流師範の荒木又八より剣術を,宝蔵院師範・近藤勘兵衛より槍術を学ぶ。

　嘉永3年（1850）5月江戸へ出ると、鏡心明智流桃井春蔵の門人となった。当時、関宿藩の剣法は打ち合いの少ない「旧流」であり、他藩が取り入れ始めていたより実戦的な「新流」への切り替えを模索していた時期であった。安政3年（1856）、光政は桃井から学んだ「新流」の成果を披露するため、藩流淺山一伝流指南役との試合に臨んだ。光政はこの試合で打ち勝ち、臨席していた藩主久世広周はその進歩に驚きを示したと云わっている。これをきっかけとして、藩では上屋敷に訓練所を設け、「新流」北辰一刀流の千葉常次郎を教授として招聘することとなり、光政も学ぶ機会を得た。

　文久2年（1867）正月、老中であった久世広周登城の警護に帯同していた際に、坂下門外の変に遭遇した。この時、実戦本意の剣術の必要性を実感したという。

　戊辰戦争の前後は「会計方及ビ周旋方」として京都にあり、情報収集に努めた。以降、文官を歴任するが、明治3年10月から荒木又八の後任として藩校の教授を務めた。

　維新以後は、住まいを境町に移し文筆活動を続けながら「演武館」を創設し、館主として後輩の育成に努めた。明治36年（1903）5月6日没。享年72歳。　　　　　　　

## 型
鏡心流として現在伝えられている内容は、本来は鏡新明智流の皆伝技であった抜刀型10本（座技5本、立ち技5本）である。以前は木刀を用いる組太刀も伝えられていたが、現在は失伝している。
「心ヲ以テ鏡トナスベク　鏡ヲ以テ心トナスベシ」秘剣の術、と伝承されている。
- 一、抜刀斬
- 二、袈裟斬
- 三、抜斬及び袈裟懸斬
- 四、真向斬
- 五、前後抜斬
- 六、前後左右立合斬
- 七、乱闘斬
- 八、闇進中之不意突
- 九、闇中家中斬
- 十、鼠頭牛頭